# Dasybasis fornesi
Dasybasis fornesi är en tvåvingeart som beskrevs av Coscaron 1974. Dasybasis fornesi ingår i släktet Dasybasis och familjen bromsar. Inga underarter finns listade i Catalogue of Life.